# أنيتا دوبسون
أنيتا دوبسون (بالإنجليزية: Anita Dobson) هي مغنية وممثلة بريطانية، ولدت في 29 أبريل 1949 في ستيبني في المملكة المتحدة.

## وصلات خارجية
- أنيتا دوبسون على موقع IMDb (الإنجليزية)
- أنيتا دوبسون على موقع ميوزك برينز (الإنجليزية)
- أنيتا دوبسون على موقع قاعدة بيانات الأفلام السويدية (السويدية)
- أنيتا دوبسون على موقع قاعدة بيانات الفيلم (الإنجليزية)